# Monitum
Le mot latin monitum désigne un avertissement émanant de la Congrégation pour la doctrine de la foi destiné à un prêtre dans l'erreur et le menaçant d'une sanction plus sévère. Cette pratique d'avertissements, plus ou moins grave, remplace la mise à l'Index abandonnée en 1966.

## Personnalités ayant fait l'objet d'un monitum

### Teilhard de Chardin
L'oeuvre de Pierre Teilhard de Chardin fut l'objet d'un monitum particulièrement sévère du Saint-Office en 1962.

### Romulo Antonio Braschi
Le 29 juin 2002, l'évêque argentin Rómulo Antonio Braschi (en), fondateur d'une communauté schismatique, reçut un monitum pour avoir tenté d'ordonner prêtres plusieurs femmes catholiques, les Sept du Danube (en) : Christine Mayr-Lumetzberger, Adelinde Theresia Roitinger, Gisela Forster, Iris Müller (de), Ida Raming (en), Pia Brunner et Angela White (en).

### Hans Küng
En 1975, la Congrégation pour la doctrine de la foi publie un monitum contre certains des écrits de Hans Küng. 

## Doctrines ou publications ayant fait l'objet d'un monitum

### Critique de la forme
En 1961, le Saint-Office publie un monitum contre l'usage de la critique de la forme dans l'interprétation scripturale catholique.

### Publications vernaculaires de la Bible
En 1856, un monitum fut publié sous le pape Pie IX, qui renouvelait la mise au ban des éditions vernaculaires de la Bible à moins qu'elles avaient été approuvées.